# 휘트니 에이블
휘트니 에이블(Whitney Able, 1982년 2월 6일 ~ )는 미국의 배우, 모델이다.
휴스턴에서 태어났다.

## 출연 작품
- 플루이딕 (2017년)
- 다크 (2015년)
- 툼스톤 (2014년)
- 프리 샘플즈 (2012년) - 다나 역
- Literally, Right Before Aaron (2012) - 단편
- 맨 위드아웃 어 헤드 (2011년)
- 스워드 2 (2010년)
- 케인 파일 (2010년) - 애너 케인 역
- 파운드 오브 플레시 (2010년) - 레이첼 역
- 에브리씽 윌 해픈 비포 유 다이 (2010년)
- 터프 트레이드 (2010년)
- 몬스터즈 (2010년) - 샘 역
- 머시 (2009년)
- Remarkable Power (2008) - 캔디 역
- 언어스드 (2007년)
- 모든 소년들은 맨디 레인을 사랑해 (2006년) - 클로이 역
- 에이지 오브 칼리 (2005년)

### 텔레비전
- 갓레스